# Villaobispo de Otero
Villaobispo de Otero es un municipio y lugar español de la provincia de León, en la comunidad autónoma de Castilla y León, situado a unos 51 kilómetros de León. Cuenta con una población de 518 habitantes (INE 2024).
El municipio de Villaobispo de Otero constituye el inicio de la comarca de La Cepeda por su extremo sur. Se encuentra situado al norte de Astorga, limitando con ella, bastante céntrico por tanto dentro del ámbito provincial.

## Geografía

### Ubicación
| Noroeste: Magaz de Cepeda | Norte: Magaz de Cepeda | Noreste: Villamejil           |
| Oeste: Brazuelo           |                        | Este: San Justo de la Vega    |
| Suroeste Astorga          | Sur: Astorga           | Sureste: San Justo de la Vega |

## Localidades

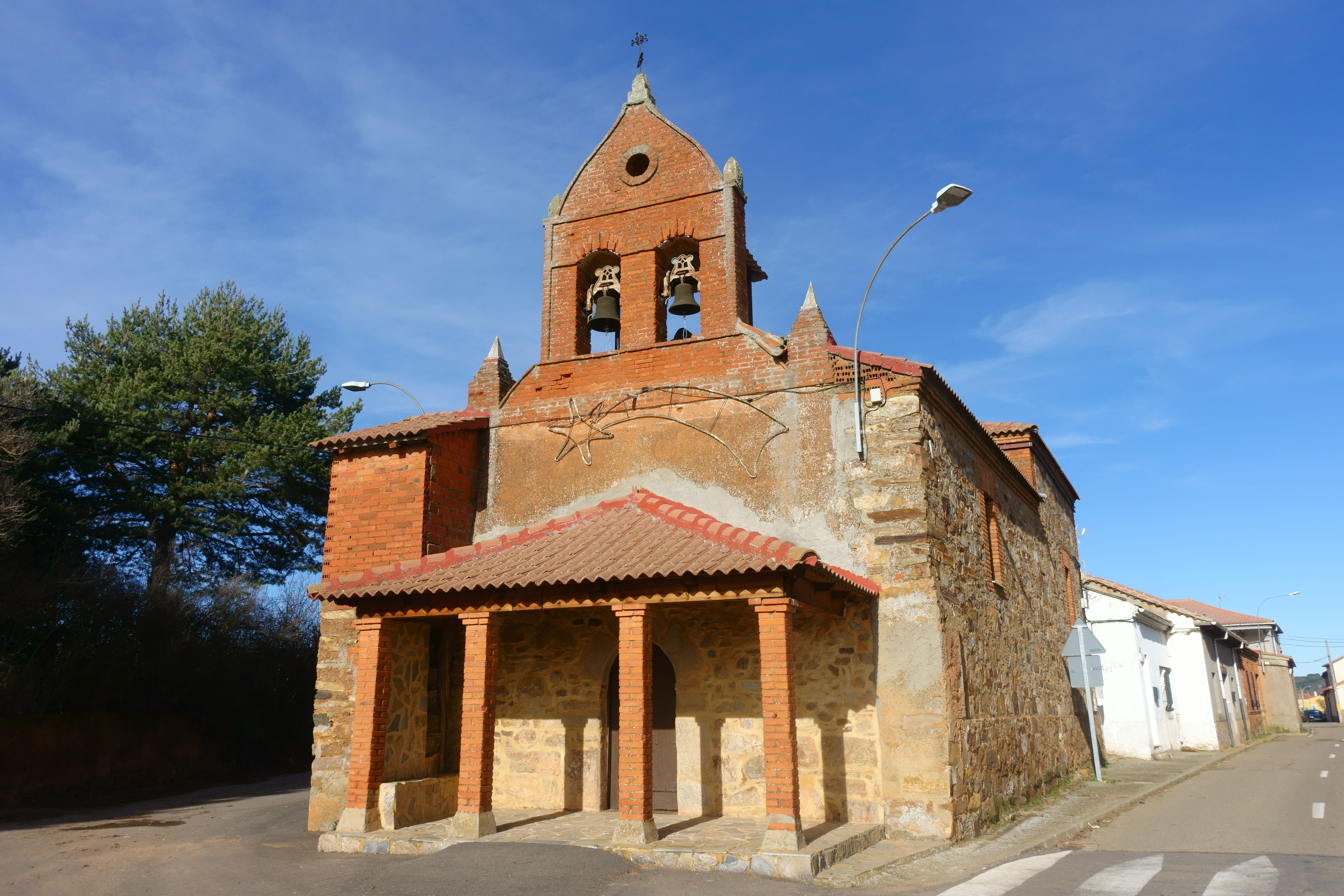
Iglesia de San Pelayo

El municipio está integrado por las siguientes localidades:
- Brimeda
- Carneros
- Carrera (La)
- Otero de Escarpizo
- Sopeña de Carneros
- Villaobispo de Otero (cabecera)

## Demografía
Cuenta con una población de 518 habitantes (INE 2024).
| Gráfica de evolución demográfica de Villaobispo de Otero entre 1842 y 2021                                            |
| |
| Población de derecho según los censos de población del INE. Población de hecho según los censos de población del INE. |